# Lawrence Welk
Lawrence Welk (født 11. marts 1903 i Strasburg, North Dakota, død 17. maj 1992 i Santa Monica i Californien USA) var en amerikansk impresario, tv-vært og accordeonspiller med tyske aner.
Welk var mest kendt for sit tv-show The Lawrence Welk Show (1955-1982), som blev et af USA's mest sete tv-programmer. 
Han ledede også sine egne orkestre og big bands, som fik prædikatet Champagne musik. 